# Gheorghe Crețu
Gheorghe Crețu, detto Gianni (Costanza, 8 agosto 1968), è un allenatore di pallavolo ed ex pallavolista rumeno di ruolo centrale, commissario tecnico della Serbia.

## Palmarès

### Giocatore

#### Club
- Campionato rumeno: 1

Dinamo Bucarest: 1991-92
- Campionato austriaco: 2

Donaukraft Vienna: 1995-96, 1996-97
- Coppa d'Austria: 2

Donaukraft Vienna: 1995-96, 1996-97

### Allenatore

#### Club
- Campionato austriaco: 3

2001-02, 2002-03, 2003-04
- Campionato polacco: 1

2021-22
- Coppa d'Austria: 2

2001-02, 2002-03
- Coppa del Qatar: 1

2013-14
- Coppa dell'Emiro: 1

2014
- Coppa QVA: 1

2014
- Coppa di Polonia: 1

2021-22
- Supercoppa qatariota: 1

2014
- Supercoppa russa: 1

2019
- CEV Champions League: 1

2021-22

#### Nazionale (competizioni minori)
- European League 2016
- European Golden League 2018
- Volleyball Challenger Cup 2018
- Memorial Hubert Wagner 2023

### Premi individuali
- 2022 - CEV: Allenatore dell'anno di squadra maschile